# Viviania marifolia
Viviania marifolia là một loài thực vật có hoa trong họ Vivianiaceae. Loài này được Cav. miêu tả khoa học đầu tiên năm 1804.